# Springwood (Queensland)
Springwood ist ein Stadtteil von Brisbane, der Hauptstadt des australischen Bundesstaats Queensland. Er gehört zum lokalen Verwaltungsgebiet (LGA) City of Logan im Südosten des Metropole. Die flächenmäßige Ausdehnung von Springwood beträgt ca. 6 km². Es hat 17 Parks, die fast 9 % der Gesamtfläche bedecken.

## Geschichte
Die Ureinwohner (Aborigines) der Sprachgruppen Yagara und Yugambeh bewohnten ursprünglich das Gebiet von Logan und damit auch Springwood.
Der erste Kontakt der Aborigines mit Europäern fand 1862 statt. Zu diesem Zeitpunkt erkundete Kapitän Patrick Logan den Fluss. Er beschrieb den Fluss als „durch das schönste Stück Land fließend, das er gesehen habe“. Er nannte es „the Darling“ zu Ehren des Gouverneurs. Der Gouverneur erwiderte das Kompliment, indem er den Fluss in Logan umbenannte, um Logans Leistung anzuerkennen. Als die Strafsiedlung in Brisbane 1841 geschlossen wurde, nahmen Besetzer das Land ein. Zedernholz war das erste wirtschaftlich bedeutende Produkt aus dem Gebiet entlang des Logan und anderer Flüsse in der Region. Die ersten Pachtverträge in der Region Logan wurden ab 1849 erteilt. Die Einwanderung wurde ab dem Jahr 1859, als Queensland von New South Wales getrennt wurde, gefördert. Zuerst kamen irische, schottische und englische Siedler, gefolgt von deutschen Einwanderern. Springwood erhielt seinen Namen von einem 614 Hektar großen Grundstück an der Rochedale Road zwischen Underwood und Springwood Roads. Die Liegenschaft befand sich im Besitz des örtlichen Zöllners William Underwood. Brigadier Sam Langford kaufte das Grundstück im Jahr 1932. Damals war es als „wire paddock“ (Drahtkoppel) bekannt, da es das erste umzäunte Grundstück in der Gegend war.
In der Mitte des Grundstücks hatte es eine Quelle, daher der Name Springwood.
Der Wohnungsbedarf der Nachkriegszeit hat in der Region zu einer starken Entwicklung geführt. In Springwood boomte die Stadtentwicklung ab Ende der 1960er Jahre. Die Gründung des Ortes wird auf das Jahr 1968 datiert.

## Verschiedenes
Springwood gilt unter den Stadtteilen von Logan City als „reich“, während andere als ärmer gelten und ihren Ursprung in sozialen Siedlungen haben.
Springwood ist eine etablierte Wohngegend mit drei Grundschulen, einer Highschool und zwei großen Einkaufszentren. Das Einkaufszentrum Arndale und das Springwood Hotel wurden 1974 eröffnet. Die Springwood Mall wurde 1986 fertiggestellt. Das erste Postamt wurde im Januar 1985 eröffnet.

## Verkehr
Springwood ist über den Pacific Motorway mit der Innenstadt von Brisbane (der Hauptstadt des Bundesstaates Queensland) und dem Pacific Highway verbunden.